# Frederik Alves
Frederik Alves Ibsen (* 8. November 1999 in Hvidovre) ist ein dänischer Fußballprofi. Er spielte als Jugendlicher in Brasilien und wechselte später zu Silkeborg IF, für deren erste Mannschaft er 2018 debütierte. Seit Januar 2022 steht der Innenverteidiger bei Brøndby IF unter Vertrag.

## Karriere

### Verein
Der Sohn einer Brasilianerin und eines Dänen stammt aus den Kopenhagener Vorort Hvidovre und spielte anfänglich beim ortsansässigen Klub Hvidovre IF.
Im Alter von 15 Jahren ging Alves nach Brasilien und spielte für den Coritiba FC, nachdem er zuvor im Land seiner Mutter während eines Familienurlaubs einem Berater auffiel, der ihm ein Probetraining bei Coritiba FC vermittelt hatte. Anderthalb Jahre später kehrte der Abwehrspieler nach Dänemark zurück und schloss sich zum Jahresbeginn 2017 Silkeborg IF an. Nachdem er zunächst für die A-Jugend (U19) zum Einsatz gekommen war, erhielt er einen Einjahresvertrag, kam allerdings zunächst für die Reservemannschaft zum Einsatz. Im September 2018 spielte er in einem Pokalspiel erstmals für die erste Mannschaft. Seit November 2018 kommt er regelmäßig in der Profimannschaft zum Einsatz und stieg mit Silkeborg IF zum Ende der Saison 2018/19 in die Superliga auf. Am 1. Juni 2019 verlängerte Alves seine Vertragslaufzeit bis 2024. Bereits ein Jahr später folgte der direkte Wiederabstieg. Im Saisonverlauf absolvierte Alves 22 Partien. In der dänischen Zweitklassigkeit hatte er noch 5 Einsätze.
Im Wintertransferfenster der Saison 2020/21 wechselte er nach England in die Premier League zu West Ham United. Er unterschrieb einen Vertrag bis Sommer 2024. Für die Saison 2012/22 wurde er dann im August 2021 an den Drittligisten AFC Sunderland ausgeliehen. Ende Januar 2022 kehrte er nach Dänemark zurück und unterzeichnete einen bis 2026 gültigen Vertrag bei Brøndby IF.

### Nationalmannschaft
Nach zwei Einsätzen für die dänische U20-Nationalmannschaft gab Alves am 6. September 2019 beim torlosen Unentschieden im Freundschaftsspiel in Aalborg gegen Ungarn sein Debüt für die dänische U21.